# Alaska
Alaska (pronunție engleză: [əˈlæskə] ⓘ) este un stat al Statelor Unite ale Americii situat în extremitatea nord vestică a continentului America de Nord. A devenit cel de-al patruzeci și nouălea stat al Uniunii nord-americane, la 3 ianuarie 1959, după ce fusese teritoriu al Statelor Unite, Alaska Territory, între 1912 și 1959. Numele "Alaska" provine cel mai probabil din cuvântul Alyeska din aleutină însemnând "țară mare", "continent", sau "pământ mare". Este străbătută de fluviul Yukon. În 1867, Rusia a vândut Statelor Unite ale Americii teritoriul Alaska pentru suma de 7,2 milioane de dolari.

## Clima
Clima din Juneau și din porțiunea de sud-est este una oceanică în zonele sudice și subpolară înspre nordul acestei părți a statului. Această zonă este cea mai umedă și mai caldă din Alaska, cu temperaturi mai blânde iarna și cu volum mare de precipitații tot timpul anului. În Juneau media anuală de precipitații este de 1.270 mm, în alte zone ea fiind de peste 7.000 mm. Aceasta este singura zonă din Alaska în care temperatura medie din timpul zilei este de peste 0 °C în lunile de iarnă.
Clima orașului Anchorage și a zonei central-sudice a Alaskăi este și ea relativ blândă datorită apropierii de coastă. Precipitațiile din această zonă sunt mai reduse decât în Alaska de sud-est, dar aici ninge mai mult, și zilele tind să fie mai senine. În medie, în Anchorage cad 406 mm de precipitații pe an, cu aproximativ 1.900 mm de zăpadă, deși sunt unele părți în care zăpada este mai abundentă. Clima este subpolară, cu veri scurte și răcoroase.

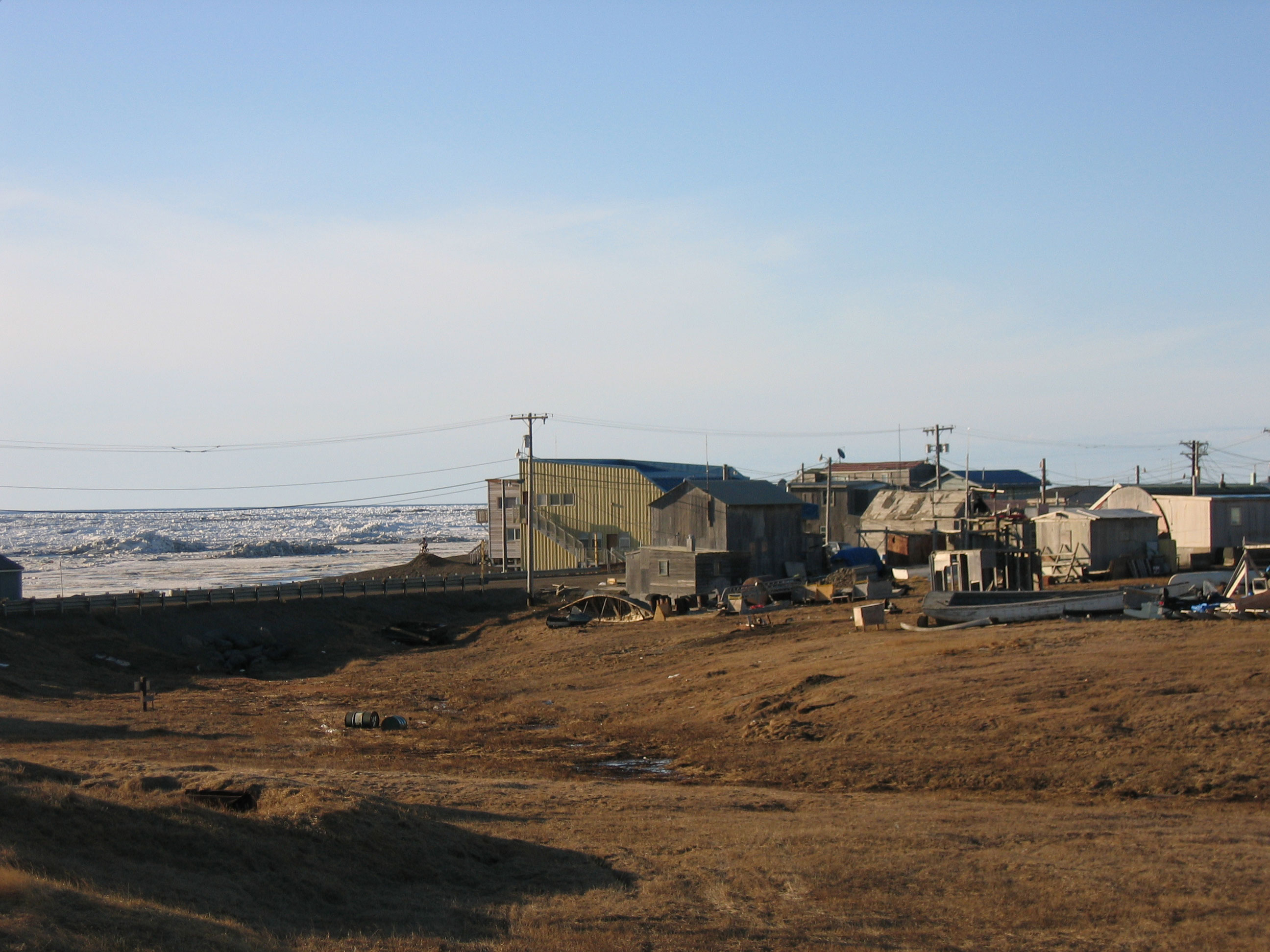
Barrow, Alaska, cel mai nordic oraș al Statelor Unite

Clima din vestul Alaskăi este determinată în mare parte de proximitatea Mării Bering și a Golfului Alaska. Clima este subpolară oceanică în sud-vest și subpolară continentală înspre nord. În această zonă, cantitatea anuală de precipitații variază considerabil. Partea nordică a Peninsulei Seward este practic un deșert ce primește mai puțin de 250 mm de precipitații anual, în timp ce în unele zone dintre Dillingham și Bethel media este de 2.500 mm de precipitații.
Clima părții interioare a Alaskăi este cel mai bine descrisă drept extremă și este un bun exemplu de climă subpolară tipică. Unele dintre cele mai ridicate și mai scăzute temperaturi din Alaska s-au înregistrat în zona orașului Fairbanks. Vara se ajunge la temperaturi de 30–35 °C), în vreme ce iarna, se pot înregistra minime de −52 °C). Precipitațiile sunt reduse în interior, adesea sub 250 mm pe an, dar precipitațiile căzute iarna rămân pe tot parcursul anului.
Clima din nordul extrem al Alaskăi este o climă polară, obișnuită pentru zone aflate la nord de Cercul polar arctic. Iernile sunt lungi și geroase, iar verile foarte scurte și răcoroase. În iulie, temperatura medie în orașul Barrow este de 1 °C. Precipitațiile sunt reduse aici, în multe locuri sub 250 mm anual, mai ales sub formă de ninsoare.

## Geografie
Alaska este unul dintre cele două state ale SUA care nu se învecinează cu vreun alt stat, Hawaii fiind cel de-al doilea. Este singurul stat al SUA, care deși situat în America de Nord, nu este parte a celor 48 de state continentale, aproximativ 800 de km de teritoriu canadian separă statele Alaska și Washington. Din acest punct de vedere, doar Alaska, dar nu și Hawaii, este o exclavă a Statelor Unite. Este, de asemenea, singurul din statele continentale ale Uniunii a cărui capitală nu poate fi accesibilă pe uscat, fiind accesibilă doar pe apă și aer. Nu există nici un fel de drumuri ce conectează capitala Alaskăi Juneau cu restul statului.
Alaska nu are regiuni cu granițe definite, dar sunt cinci state nerecunoscute oficial:
- Sud-central: este cea mai populată regiune, cu centrul administrativ și economic, Anchorage.

- Sud-est: Cea mai apropiată regiune de cele 48 de state, este în majoritate acoperit de păduri dense și parcuri naționale. Ketchikan este capitala.

- Interior: Cea mai mare regiune, mult fiind teren nelocuit. Capitala este Fairbanks al doilea oraș după mărime din Alaska. Cel mai înalt vârf din America de Nord, Denali este aflat aici.

- Panta-de-Nord: O tundra în majoritate, cu așezări fiind sate mici. Zona este cunoscută pentru marile sale rezerve de petrol brut. Barrow este cel mai nordic oraș din SUA (4.500 loc.)

- Sud-Vest: Sud-vest Alaska este puțin populat, cu majoritatea populație trăind pe mal.

## Istorie

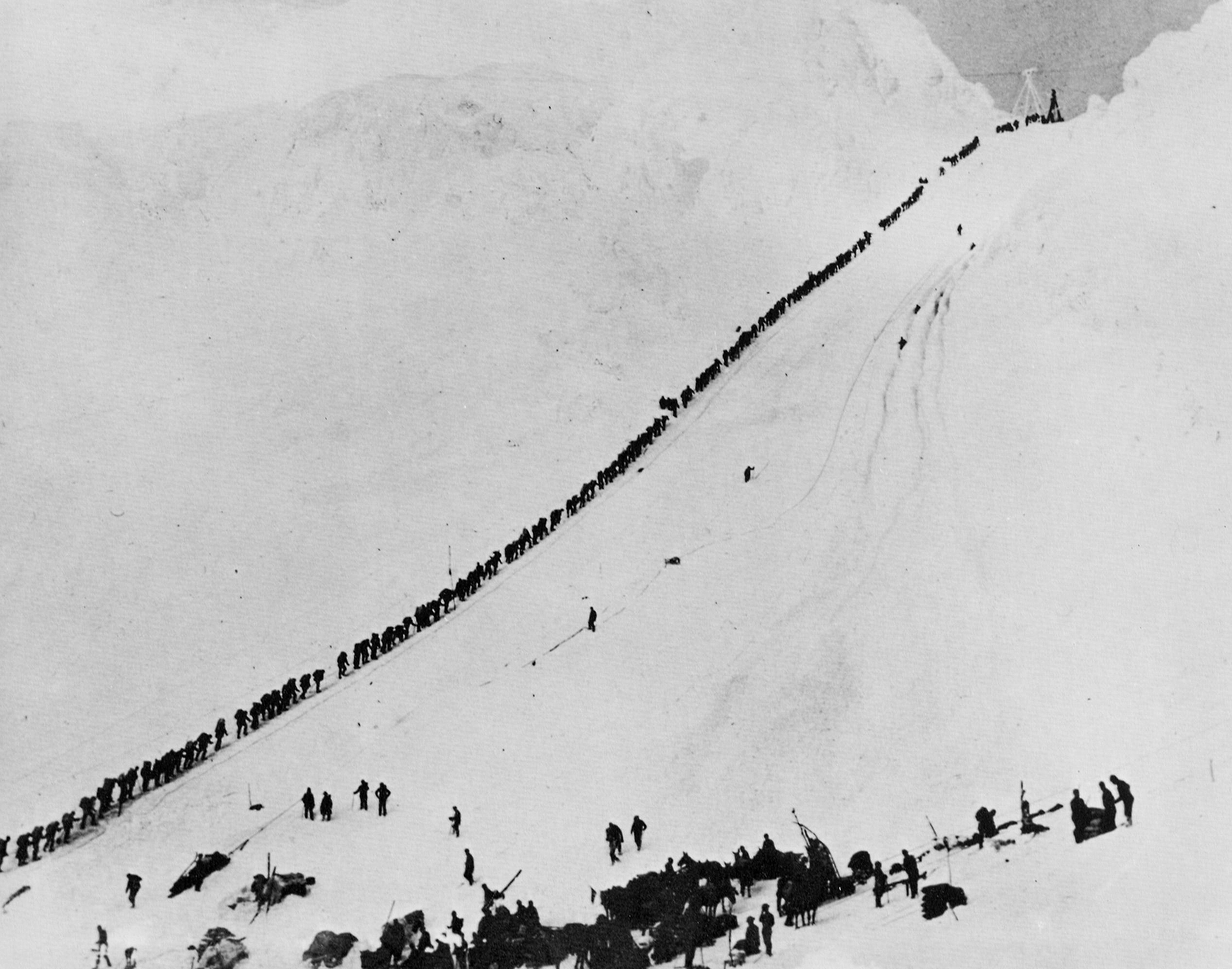
Mineri și prospectori urcând pe poteca Chilkoot în timpul Goanei după aur din Klondike

Primul contact al europenilor cu Alaska a avut loc în 1741, când Vitus Bering a condus o expediție a marinei ruse la bordul navei Sf. Petru. După ce echipajul s-a întors în Rusia cu blănuri de vidră, blănuri care au fost considerate a fi cele mai bune blănuri din lume, mici asociații de blănari au pornit spre țărmurile Siberiei și spre insulele Aleutine. Prima așezare permanentă a europenilor a fost fondată în 1784, iar Compania ruso-americană a pus în aplicare un program de colonizare în primii ani ai secolului al XIX-lea. New Archangel de pe Insula Baranof din Arhipelagul Alexander a fost prima capitală a Alaskăi, stabilită pe timpul Americii Ruse. Mai târziu așezarea a fost redenumită Sitka și a fost mai bine de 100 de ani capitala Alaskăi. Rușii nu au colonizat complet Alaska, colonia nefiind foarte profitabilă. 
George Pomuț, fost colonel în armata SUA, consilier la Ambasada SUA din Petersburg, a devenit eroul vremurilor în America, după ce a reușit să rezolve o problemă spinoasă care afecta relațiile dintre SUA și Rusia: disputa pe Alaska. Pe atunci, aceasta era una dintre cele mai sărace gubernii rusești, iar administrația țaristă a acceptat să o vândă Statelor Unite pentru modesta sumă de 7,2 milioane de dolari. Prețul mic i se datorează lui Pomutz, care a condus negocierile și a participat la încheierea și semnarea tratatului americano-rus. A fost ridicat la rangul de general. 
William H. Seward, secretarul de stat al SUA, a negociat achiziția acestei colonii de către țara lui de la Imperiul Rus în 1867 pentru 7,2 milioane de dolari. Alaska a fost guvernată de armată mulți ani, și a fost, neoficial, teritoriu al Statelor Unite după 1884. 
În anii 1890, goanele după aur din Alaska și din Teritoriul Yukon, teritoriu britanic aflat în vecinătate, au adus în Alaska mii de mineri și coloniști. Alaska a primit oficial statutul de teritoriu în 1912. La acea vreme, capitala se mutase deja la Juneau.
În timpul celui de-al doilea război mondial, Campania Insulelor Aleutine s-a concentrat pe cele trei insule exterioare ale arhipelagului Aleutinelor — Attu, Agattu și Kiska — care au fost ocupate de trupe japoneze între iunie 1942 și august 1943. Unalaska/Dutch Harbor a devenit o importantă bază pentru submarine și pentru aviația americană.
Programul american de închirieri a implicat zboruri ale avioanelor americane de război prin Canada până la Fairbanks și de acolo la Nome; piloții ruși preluau aceste avioane, și le duceau să lupte împotriva invaziei germane a URSS. Construcția de baze militare a contribuit la creșterea demografică a unora dintre orașele din Alaska.
Alaska a fost declarat stat la 3 ianuarie 1959.
În 1964, un cutremur s-a soldat cu moartea a 131 de persoane și cu distrugerea mai multor sate, multe din cauza valurilor tsunami. A fost al doilea cutremur ca intensitate din istorie, de aproximativ 9,2 grade pe scara Richter. A fost de 100 de ori mai puternic decât cutremurul din San Francisco din 1989. Epicentrul său a fost însă într-o zonă nepopulată, ceea ce a condus la reducerea numărului de victime.
Descoperirea de petrol în 1968 la Prudhoe Bay și terminarea conductei petroliere Trans-Alaska în 1977 a dus la o explozie a industriei extractive. În 1989, petrolierul Exxon Valdez s-a ciocnit de un recif în strâmtoarea Prince William, deversând peste 40 de milioane de litri de țiței pe o lungime de 1.600 km de coastă. Astăzi, lupta dintre filozofiile de dezvoltare și conservare se vede în dezbaterea privind forajul pentru petrol în Arctic National Wildlife Refuge.

## Demografie

### Structura rasială
Populația totală a statului în 2010: 710.231

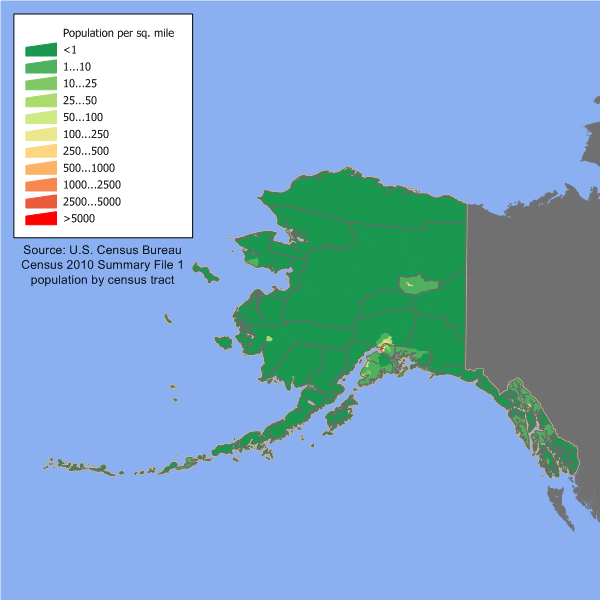
Densitatea populației statului Alaska

Structura rasială în conformitate cu recensământul din 2010:
- 66,7% Albi (473.576)
- 14,8% Amerindieni (104.871)
- 7,3% Două sau mai multe rase (51.875)
- 5,4% Asiatici (38.135)
- 3,3% Negri (23.263)
- 1,5% Altă rasă (11.102)
- 1,0% Hawaieni Nativi sau locuitori ai Insulelor Pacificului (7.409)

### 2006
În 2006, Alaska avea o populație de aproximativ 670.053 de locuitori, în creștere cu 6.392 (0,96%) față de 2005 și cu 43.121 (6,9%) față de 2000. În 2000, Alaska s-a clasat pe locul 48 din 50 de state ca număr de locuitori. Alaska este statul cu cea mai mică densitate a populației, de aproximativ 0,42 locuitori/km², următorul stat în acest clasament, Wyoming, având o densitatede 1,97 locuitori/km². Este cel mai mare stat ca suprafață, și al 6-lea ca venit pe cap de locuitor.

### Religie[6]
În anul 2014 structura religioasă arăta așa:
- Creștini:62%
  - Protestanți 37%
  - Catolici 16%
  - Mormoni 5%
  - Ortodocși creștini 5%
  - Martorii lui Iehova: mai puțin de 1%
  - Alte tipuri de creștinism:mai puțin de 1%
- Evreii:< 1%
- Musulmani:<1%
- Hindusi:<1%
- Budisti:1%
- Alte religii:5%
- Fara religie:31%
- Nu știu:1%

## Legislație și guvern
Ca și celelalte state componente ale SUA, Alaska este o republică. Aparatul de stat are aproximativ 15.000 de angajați.
Legislativul este compus din Camera Reprezentanților, cu 40 de membri și Senatul, cu 20 de membri. Senatorii au mandate de patru ani, iar reprezentanții, de doi ani. Mandatul guvernatorului este de patru ani. Guvernatorul-locotenent candidează separat la alegerile primare, dar la alegerile generale, candidatul pentru funcția de guvernator și cel pentru cea de guvernator-locotenent merg împreună.

## Economie

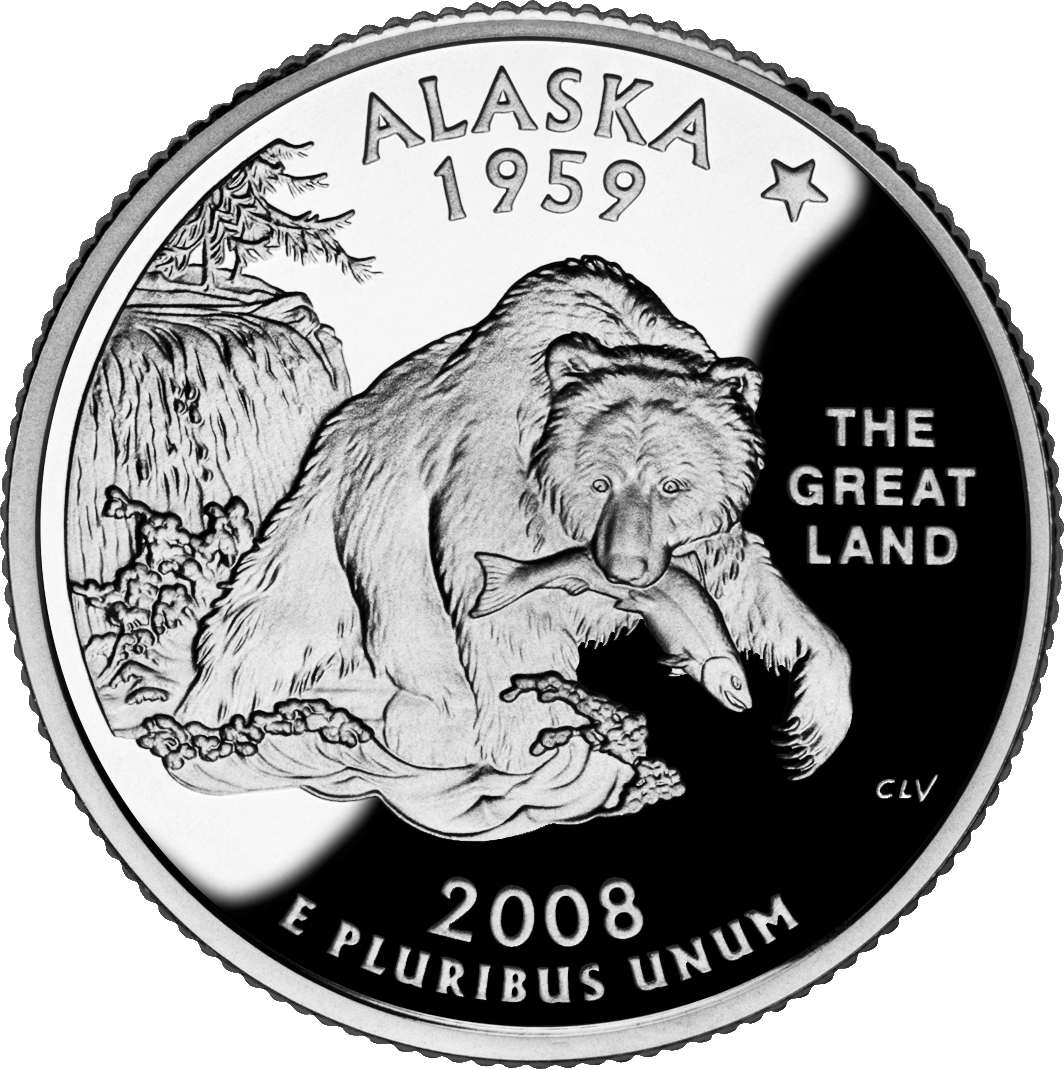
Moneda de 25 de cenți a statului Alaska

PIBul pe 2005 a fost de 39,9 miliarde de dolari, pe locul 45 la nivel federal. PIBul pe cap de locuitor în 2006 a fost de 43.748 de dolari, al șaptelea la nivel federal. Industria extractivă de petrol și gaze naturale domină economia statului, peste 80% din venituri provenind din extragerea petrolului. Principalul produs de export al Alaskăi (cu excepția petrolului și gazelor naturale) îl constituie peștii și alimentele de proveniență marină, în principal somon, cod, Pollock și crab. Agricultura reprezintă doar o mică parte din economia Alaskăi. Producția agricolă este destinată în principal consumului local și este bazată mai ales pe zootehnie, și producția de lactate și legume. Industria prelucrătoare este restrânsă, majoritatea bunurilor fiind aduse din alte părți. Principalii angajatori sunt statul, companiile din industria extractivă și cele de transport. Bazele militare sunt o componentă semnificativă a economiei atât în Fairbanks cât și în Anchorage. Subvențiile federale sunt și ele o componentă economică importantă, permițând statului să păstreze impozitele la un nivel scăzut. Bunurile industriale produse aici sunt țiței, gaze naturale, cărbune, aur, metale prețioase, zinc și alte minereuri, alimente provenite din pescuit, cherestea și produse din lemn.

## Transporturi

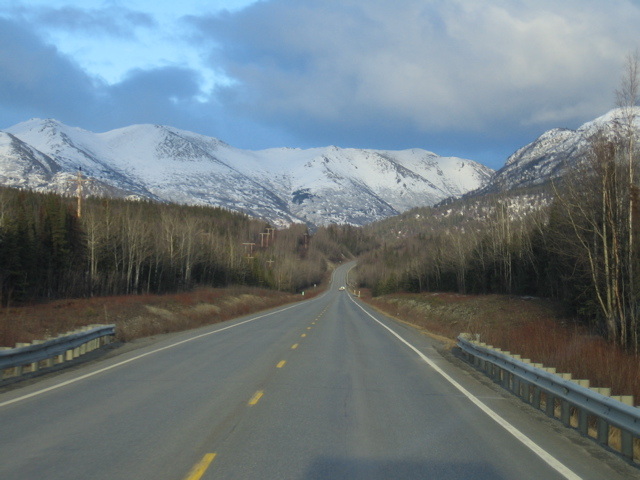
Șoseaua Sterling

Alaska are o rețea rutieră slab dezvoltată prin comparație cu restul Statelor Unite. Acest sistem acoperă o arie restrânsă a statului, legând principalele centre demografice de Șoseaua Alaska, principala rută care iese din stat prin Canada. Capitala statului, Juneau, nu este legată prin nicio șosea de restul statului, ci doar prin ferryboat, ceea ce a declanșat discuții privind mutarea capitalei într-un oraș legat de restul statului prin drumuri, sau construirea unui drum între Juneau și Haines. Vestul Alaskăi nu are o rețea rutieră care să-l lege de restul statului.

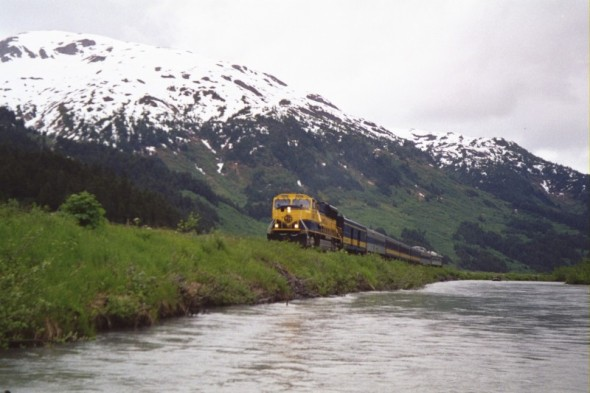
Trenul "Glacier Discovery" pe calea ferată Alaska

Construită în preajma lui 1915, Calea Ferată Alaska (în engleză Alaska Railroad, ARR) a jucat un rol important în dezvoltarea Alaskăi din secolul al XX-lea. Liniile merg de la Seward către Alaska Interioară prin Alaska Central-Sudică, trecând prin Anchorage, Eklutna, Wasilla, Talkeetna, Denali, și Fairbanks, cu linii secundare spre Whittier, Palmer și North Pole. Orașele, satele și regiunea deservite de ARR sunt cunoscute sub numele de „The Railbelt” („Centura de fier”).
Majoritatea orașelor și satelor din Alaska nu au rute de acces pe șosea; singurele mijloace de transport sunt prin aer sau pe apă.
Sistemul bine dezvoltat de ferryboaturi din Alaska (cunoscut sub numele de Alaska Marine Highway) deservește orașele din sud-est, de pe coasta golfului și de pe Peninsula Alaska. Sistemul operează și un serviciu de transporturi din Bellingham, Washington și din Prince Rupert, British Columbia, Canada către Skagway. 
Orașele nedeservite de șosele sau de porturi sunt legate de restul lumii doar prin legături aeriene sau pe sanie trasă de câini. Chiar Anchorage și Fairbanks sunt deservite de numeroase linii aeriene. Zborul este cel mai ieftin și mai eficient mijloc de transport accesibil în Alaska.

## Educație
Departamentul pentru Educație al Alaskăi administrează districtele școlare din stat. În plus, statul deține câteva școli cu internat, printre care Mt. Edgecumbe High School din Sitka, Nenana Student Living Center din Nenana, și Galena High School din Galena.
Există în Alaska mai multe universități și colegii. Printre universitățile acreditate din Alaska se numără Universitatea Alaska din Anchorage, Universitatea Alaska din Fairbanks, Universitatea Alaska de Sud-Est, și Universitatea Alaska Pacific.
Mulți dintre tinerii din Alaska, mai ales cei cu rezultate academice deosebite, pleacă din stat după terminarea liceului și nu se mai întorc. Universitatea Alaska a încercat să combată această problemă oferind burse parțiale de patru ani celor mai valoroși 10% dintre absolvenții locali de liceu, prin programul Alaska Scholars Program.